# Синдром вагітності цуценям
Синдром вагітності цуценям (англ. Puppy pregnancy syndrome) — індуковане божевілля, викликане масовою істерією. Люди зі синдромом вважають, що вагітні цуценятами. Поширений в Індії, переважно в Західній Бенгалії, Ассамі, Біхарі, Джаркханді, Одіші та Чхаттісгархі. Зафіксований у десятка тисяч осіб. Найчастіше зустрічається в областях з обмеженим доступом до освіти.
Особи зі розладом, вважають, що незабаром після укусу собаки вони вагітні цуценятами, і це особливо ймовірно, якщо собака в момент нападу перебуває в сексуально збудженому стані. Жертви цього синдрому гавкають, стверджують, що бачать в собі цуценят, коли виглядають у воду, і чують їх гарчання у себе в животі. Вважається, що хворий зрештою помре, особливо чоловіки, які нібито народжуватимуть щенят через пеніс.
Для лікування хвороби місцеві знахарі використовують замовляння, які нібито розчиняють цуценят і виводять їх через травну систему «непомітно для хворого».
Індійські лікарі інформують громадськість про небезпеку віри у це. Більшість хворих направляють до психіатрів. У поодиноких випадках укушені собакою не отримують вчасно вакцину від сказу, вважаючи, що нібито вагітні цуценям, і покладаються на допомогу знахарів. Знахарі ще більше ускладнюють проблему, повідомляючи пацієнтам, що замовляння не допоможуть, якщо звернутися до звичайного лікування.
Деякі психіатри вважають, що цей синдром відноситься до культуральних синдромів.

## Додаткова література
- Chowdhury, A.N. Puppy pregnancy in humans: a culture-bound disorder in rural West Bengal, India // The International Journal of Social Psychiatry. — 2003. — Т. 49, Is. 1 (26 березня). — С. 35–42. — DOI:10.1177/0020764003049001536. — PMID 12793514 .